# جانی ریفس
جانی ریفس (به انگلیسی: Junee Reefs) یک شهرک در استرالیا است که در نیو ساوت ولز واقع شده‌است.